# Achille Tazio (romanziere)
Achille Tazio (in greco antico: Ἀχιλλεὺς Τάτιος?, Achillèus Tátios; fl. III secolo) è stato un retore e romanziere greco antico, forse di origine alessandrina.

## Biografia
La sua cronologia è stata a lungo controversa: la tarda datazione tradizionale che lo collocava intorno al quinto secolo d.C. è stata ormai abbandonata, in seguito a ritrovamenti di papiri contenenti parti del suo romanzo Leucippe e Clitofonte e risalenti fino al terzo secolo d.C. F. Altheim, studioso del romanzo greco, in base a indizi storici interni all'opera di Achille ne propone una datazione agli anni tra il 172 e il 194; oggi si concorda generalmente nel ritenere Achille Tazio vissuto tra la metà del secondo secolo d.C. e l'inizio del successivo.
Le notizie biografiche sono estremamente scarse, a partire dal nome, per il quale nel lessico Suda è anche attestata, proprio in Suda, la grafia "Stazio", da considerare errata in quanto dovuta probabilmente alla ripetizione della consonante finale del nome per dittografia. Sempre il lessico Suda ci fornisce qualche altra piccola informazione, attribuendo ad Achille Tazio, oltre alla storia di Leucippe e Clitofonte in otto libri, anche un trattato Sulla sfera (di cui rimane un unico frammento), una Storia mista (perduta) e un'opera di carattere etimologico e miscellaneo (perduta), e riportando la notizia secondo cui egli si sarebbe convertito al cristianesimo e sarebbe stato nominato vescovo. Quanto al trattato Sulla sfera, tuttavia, esso è certamente opera dell'omonimo astronomo Achille Tazio, come aveva già capito nel sedicesimo secolo l'erudito Konrad Gessner. Inoltre, alcune considerazioni inducono a considerare l'aneddoto della conversione come del tutto destituito di fondamento: in uno studio sui rapporti tra il romanzo greco e il cristianesimo, H. Dörie ha infatti notato come la genealogia dei due santi Galaktion ed Episteme attribuisca loro come genitori proprio Leucippe e Clitofonte. Inoltre, un aneddoto analogo è riportato anche a proposito di un altro romanziere greco, Eliodoro di Emesa, autore delle Etiopiche, che sarebbe poi diventato vescovo di Tricca in Tessaglia. La critica moderna vede in queste notizie il riflesso dei tentativi operati dal cristianesimo di attenuare gli elementi erotici contenuti nei due romanzi più letti nel IV secolo creando una sorta di agiografia degli autori e impostandone la biografia nel senso di una loro evoluzione verso la religione cristiana.

## Leucippe e Clitofonte
Il romanzo si apre con lo stesso Achille Tazio che, giunto a Sidone in seguito ad una navigazione tempestosa, si ferma a contemplare un quadro raffigurante il ratto di Europa da parte di Zeus; qui incontra il giovane Clitofonte di Tiro, che gli narra la propria storia quale esempio della potenza di Eros, che nel quadro è ritratto in groppa a Zeus trasformato in toro.
Dopo essersi innamorato di Leucippe ed essere fuggito con lei, i due giovani fanno naufragio e vengono catturati da dei briganti. Sfuggiti dai briganti grazie all'intervento dei soldati e giunti ad Alessandria, Leucippe viene nuovamente rapita, questa volta dai pirati, e data per morta da Clitofonte. Col passare del tempo, il giovane sposa una vedova di Efeso di nome Melite, per scoprire in seguito che Leucippe aveva servito come schiava proprio da lei. Alla scoperta se ne aggiunge un'altra: il marito di Melite infatti non è morto, ma ritorna inaspettatamente a casa e, trovatovi Clitofonte come nuovo marito di sua moglie, lo imprigiona. Melite riesce a far fuggire Clitofonte, che però viene nuovamente arrestato. Nel frattempo Leucippe, che Clitofonte crede morta, si trova in realtà anch'essa ad Efeso e si rifugia nel tempio di Artemide, dove si svolge la conclusione del romanzo con la risoluzione dei conflitti: Leucippe dimostra la propria verginità e Melite la propria fedeltà al marito creduto morto, e i due giovani, finalmente riunitisi, possono sposarsi e tornare a Tiro.

### Caratteristiche generali del romanzo
Il romanzo greco è in sé, almeno a giudicare dai cinque che ci sono stati conservati, un genere di produzione letteraria estremamente lineare e ripetitivo, e l'opera di Achille Tazio ne contiene tutti i caratteri propri, più altri che gli conferiscono tratti di originalità. La tematica, che mette in scena la storia d'amore tra Clitofonte e Leucippe e le loro peripezie ambientate in una terra esotica come la Fenicia, è quella tradizionale. Al livello dell'intreccio, la narrazione non si discosta dal quadro che è possibile delineare di questo genere di produzione, sia per quanto riguarda la struttura rocambolesca del contenuto (l'innamoramento, i continui naufragi - anche nella cornice narrativa, che si apre proprio col naufragio dell'autore -, le separazioni forzate dei due innamorati in seguito a rapimenti, le fughe e i ritrovamenti insperati costituiscono in linea di massima gli ingredienti principali di tutti i cinque romanzi pervenutici), sia per il procedimento sostanzialmente lineare della narrazione, non complicato (o comunque non ostacolato) da eccessive digressioni o flashback.
In questo quadro sostanzialmente stereotipato, si inseriscono alcune peculiarità presenti nel romanzo di Achille Tazio che non ritroviamo nelle altre opere conservate. In primo luogo, la vistosa attenzione che l'autore non disdegna di prestare agli aspetti più prettamente sensuali del rapporto tra Clitofonte e Melite, che viene consumato. Questo elemento costituisce una differenza notevole rispetto alle altre opere del genere, che inscenavano storie d'amore contrastate, ma sempre pure, e che proprio per questo, con tutta probabilità, vennero selezionate e trasmesse in epoca bizantina. Inoltre, nel romanzo è riscontrabile un influsso delle dottrine neoplatoniche e mistiche, con espressioni prettamente giudiziali ed oratorie specie nella parte finale. La formazione di Achille Tazio si riflette nella sua compiaciuta cura di sottoporre l'opera ad un accurato procedimento di elaborazione stilistica e nello spazio che concede a digressioni erudite di vario genere. Degna di nota in questo senso la descrizione del quadro del ratto di Europa posta all'inizio del romanzo, che costituisce un procedimento (denominato in greco ekphrasis, appunto descrizione) particolarmente adottato dalla cosiddetta Seconda Sofistica, soprattutto da Filostrato e Luciano di Samosata.